# Cambil
Cambil település Spanyolországban, Jaén tartományban. Cambil Albanchez de Mágina, Huelma, Montejícar, Noalejo, Campillo de Arenas, Cárcheles, Pegalajar és Torres községekkel határos. Lakosainak száma 2632 fő (2024).

## Népesség
A település népessége az elmúlt években az alábbi módon változott:
| Lakosok száma | 3063 | 3034 | 2943 | 2968 | 2912 | 2861 | 2772 | 2703 | 2642 | 2632 |
|               | 2001 | 2004 | 2007 | 2009 | 2012 | 2014 | 2017 | 2019 | 2022 | 2024 |